# Canton de Mauléon-Licharre
Le canton de Mauléon-Licharre est une ancienne division administrative française, située dans le département des Pyrénées-Atlantiques et la région Aquitaine.

## Composition
Le canton regroupe 19 communes:
- Ainharp
- Arrast-Larrebieu
- Aussurucq
- Barcus
- Berrogain-Laruns
- Charritte-de-Bas
- Chéraute
- Espès-Undurein
- Garindein
- Gotein-Libarrenx
- L'Hôpital-Saint-Blaise
- Idaux-Mendy
- Mauléon-Licharre
- Menditte
- Moncayolle-Larrory-Mendibieu
- Musculdy
- Ordiarp
- Roquiague
- Viodos-Abense-de-Bas

## Histoire
En 1790, le canton de Mauléon ne comprenait pas les communes de Barcus, l'Hôpital-Saint-Blaise et Roquiague. En revanche le village de Saint-Étienne, aujourd'hui incorporé à Sauguis-Saint-Étienne, en faisait partie.
De 1800 à 1926, le canton appartenait à l'arrondissement de Mauléon. Après la suppression de cet arrondissement le 10 septembre 1926, le canton fut rattaché à l'arrondissement d'Oloron-Sainte-Marie.

## Représentation

### Conseillers généraux de 1833 à 2015
| Période           | Identité                                                                          | Parti                       | Qualité                                                                                                   |
| ----------------- | --------------------------------------------------------------------------------- | --------------------------- | --- |
| 1833-1854 (décès) | Jean-Julien d'Andurain                                                            | Majorité ministérielle      | Ancien Sous-Préfet Propriétaire à Licharre                                                                |
| 1854-1869         | Clément Franck d'Andurain de Maytie (fils du précédent)                           | Droite                      | Ancien Sous-Préfet de Mauléon Inspecteur primaire, maire de Licharre                                      |
| 1869-1877         | Charles Béguerie                                                                  | Droite                      | Maire de Mauléon Nommé Receveur particulier des Finances                                                  |
| 1877-1895         | Edouard d'Andurain (fils de Clément d'Andurain)                                   | Droite royaliste            | Propriétaire à Licharre                                                                                   |
| 1895-1919         | Adrien de Souhy (père) (1847-1945)                                                | Royaliste                   | Maire de Mauléon-Licharre (1895-1919)                                                                     |
| 1919-1940         | Adrien de Gouzian-Fenouil de Saint-Martin de Souhy (1885-1955, fils du précédent) | Républicain rallié puis URD | maire de Mauléon-Licharre (1919-1945), conseiller d'arrondissement Nommé conseiller départemental en 1943 |
|                   |                                                                                   |                             | |
| 1945-1964         | René Elissabide                                                                   | DVD                         | Industriel à Mauléon-Licharre créateur des Pataugas Suppléant du député UNR Alexandre Camino (1958-1962)  |
| 1964-1982         | Dominique Goux                                                                    | MRP puis CD puis UDF-CDS    | Conseiller municipal de Mauléon-Licharre                                                                  |
| 1982-1988         | Pierre Roger                                                                      | UDF-CDS                     | Industriel (fabricant d'espadrilles) à Mauléon-Licharre                                                   |
| 1988-1994         | Jean Lougarot                                                                     | PS                          | Instituteur maire de Mauléon-Licharre (1977-2001)                                                         |
| 1994-2015         | Jean-Pierre Mirande                                                               | UDF puis MoDem              | Technicien, maire de Garindein Elu en 2015 dans le Canton de Montagne Basque                              |

### Conseillers d'arrondissement (de 1833 à 1940)
Le canton de Mauléon avait deux conseillers d'arrondissement.
Il appartenait à l'arrondissement de Mauléon jusqu'à sa disparition en 1926.
| Période                                  | Période | Identité                                     | Étiquette   | Qualité |
| ---------------------------------------- | ------- | -------------------------------------------- | ----------- | --- |
| 1833                                     | 1845    | M. Sunhart-Beloscar                          |             | Juge de paix à Mauléon, propriétaire à Licharre                                                             |
| 1833                                     | 1848    | M. Lagarde                                   |             | Rentier à Mauléon                                                                                           |
| 1845                                     | 1848    | Dominique Dalgalarrondo                      |             | Maire de Mauléon                                                                                            |
|                                          |         |                                              |             | |
| 1880                                     |         | Pierre Louis Adrien de Souhy (1847-1945)     | Républicain | Propriétaire à Mauléon                                                                                      |
| 1880                                     |         | Jean-Dominique-Julien Sallaberry (1837-1903) |             | Président du Conseil d'arrondissement, notaire à Saint-Jean-Pied-de-Port puis à Mauléon                     |
|                                          |         |                                              |             | |
| 1922                                     | 1940    | Jean de Souhy                                | URD         | Rentier à Mauléon                                                                                           |
| 1931                                     | 1940    | Jacques Gorre                                | URD         | Industriel à Mauléon-Soule                                                                                  |
| 1940                                     |         |                                              |             | Les conseils d'arrondissement ont été suspendus par la loi du 12 octobre 1940 et n'ont jamais été réactivés |
| Les données manquantes sont à compléter. |         |                                              |             | |

## Démographie
| 1962   | 1968   | 1975   | 1982   | 1990   | 1999   | 2006   | 2011  | 2012  |
| ------ | ------ | ------ | ------ | ------ | ------ | ------ | ----- | ----- |
| 12 216 | 11 857 | 11 931 | 11 567 | 10 750 | 10 136 | 10 041 | 9 895 | 9 803 |